# محمد غانم سلمان
محمد غانم سلمان غانم (مواليد 4 مايو 1984) هو لاعب كرة قدم قطري يلعب حارس مرمى.
ولد في الكويت و هو شقيق اللاعب الدولي القطري سعود غانم و لعب سابقاً في النادي العربي الكويتي و وقع نادي مسيمير القطري في صيف 2015 و أعير إلى نادي قطر في عام 2019 .

## روابط خارجية
- محمد غانم سلمان على موقع قاعدة بيانات كرة القدم.إي يو (الإنجليزية)
- محمد غانم سلمان على موقع Soccerway.com (الإنجليزية)
- محمد غانم سلمان على موقع كووورة